# BJ 4
Albums de Bob James
Three
(1976) Heads
(1977)
BJ 4 ou Four est un album de Bob James.

## Liste des titres
1. Pure Imagination
2. Where The Wind Blows Free
3. Tappan Zee
4. Nights Are Forever Without You
5. Treasure Island
6. El Verano